# Subcancilla attenuata
Subcancilla attenuata är en snäckart som först beskrevs av William John Broderip 1936.  Subcancilla attenuata ingår i släktet Subcancilla och familjen Mitridae. Inga underarter finns listade i Catalogue of Life.